# Wolfram Dornik
Wolfram Dornik (* 13. Mai 1978 in Feldbach) ist ein österreichischer Historiker. Er ist Leiter des Stadtarchivs Graz.

## Leben
Von 1997 bis 2003 studierte er Geschichte an der Universität Graz. Nach dem Magisterium 2001 wurde er 2003 mit der Dissertation Erinnerungskulturen im Cyberspace. Eine Bestandsaufnahme österreichischer Websites zu Nationalsozialismus und Holocaust zum Dr. phil. promoviert; Betreuer der Arbeit war Helmut Konrad.
Von 2004 bis 2015 war er wissenschaftlicher Mitarbeiter am Ludwig-Boltzmann-Institut für Kriegsfolgen-Forschung in Graz. Zwischen 2005 und 2013 war er zudem Lehrbeauftragter am Medienlehrgang und 2010/11 am Institut für Geschichte der Universität Graz. In den Jahren 2011 bis 2015 stand er dem Heimat.Museums im Tabor in Feldbach als wissenschaftlicher Leiter vor.
Seit September 2015 leitet er das Stadtarchiv Graz. Seine Forschungsschwerpunkte sind u. a. Erster Weltkrieg, Museologie, Österreichische Geschichte, Erinnerungskultur, Regionalgeschichte und Biographieforschung.

## Schriften (Auswahl)
Monografien
- Erinnerungskulturen im Cyberspace. Eine Bestandsaufnahme österreichischer Websites zu Nationalsozialismus und Holocaust (= e-Culture. Vol. 2). Trafo, Berlin 2002, ISBN 3-89626-479-6.
- mit Michael Hess, Harald Knoll: Burgenländische Kriegsgefangene und Zivilverurteilte in der Sowjetunion 1941–1956 (= Veröffentlichungen des Ludwig-Boltzmann-Institutes für Kriegsfolgen-Forschung. Band 3d). Amt der Burgenländischen Landesregierung, Hauptreferat Landesarchiv und Landesbibliothek, Eisenstadt 2007, ISBN 978-3-901517-58-7.
- Georgiy Kasianov, Hannes Leidinger, Peter Lieb, Alekseij Miller, Bogdan Musiał, Vasyl Rasevyc: Die Ukraine. Zwischen Selbstbestimmung und Fremdherrschaft 1917–1922. Residenz Verlag, St. Pölten 2014, ISBN 978-3-7017-3200-5.
- Graz Biografie. Geschichte einer Stadt. Mit Beiträgen von Otto Hochreiter, Georg Tiefengraber, Residenz Verlag, St. Pölten 2022, ISBN 978-3-7017-3574-7.

Herausgeberschaften
- mit Rudolf Grassmug, Stefan Karner (Hrsg.): GrenzenLos. Österreich, Slowenien und Ungarn, 1914–2004. Beitragsband zur Ausstellung im Gerberhaus Fehring. Stadtgemeinde Fehring, Graz 2007, ISBN 978-3-200-00896-0.
- mit Peter Wiesflecker, Rudolf Grasmug (Hrsg.): Projekt Hainfeld. Beiträge zur Geschichte von Schloss Hainfeld, der Familie Hammer-Purgstall und der gesellschaftspolitischen Situation der Südoststeiermark im 19. und 20. Jahrhundert. Studienverlag, Innsbruck/Wien/Bozen 2010, ISBN 978-3-7065-4976-9.
- mit Johannes Gießauf, Walter M. Iber (Hrsg.): Krieg und Wirtschaft. Von der Antike bis ins 21. Jahrhundert. Studienverlag, Innsbruck/Wien/Bozen 2010, ISBN 978-3-7065-4949-3.
- mit Rudolf Grasmug (Hrsg.): Möglichkeiten – Abhängigkeiten. Strukturwandel in der Südoststeiermark. Begleitband zur Sonderausstellung im „Museum im Tabor“. 27. April – 26. Oktober 2012 (= Schriften aus dem Museum im Tabor Feldbach. Band 10). Leykam, Feldkirch u. a. 2012, ISBN 978-3-7011-0244-0.
- mit Rudolf Grasmug (Hrsg.): Neue Heimaten. Kommen, bleiben und gehen in der Südoststeiermark. Begleitband zur Sonderausstellung des „Museums im Tabor“ Feldbach. (= Schriften aus dem Museum im Tabor Feldbach. Band 11). Leykam, Feldkirch u. a. 2013, ISBN 978-3-7011-0270-9.
- mit Bernhard Bachinger (Hrsg.): Jenseits des Schützengrabens. Der Erste Weltkrieg im Osten. Erfahrung – Wahrnehmung – Kontext (= Veröffentlichungen des Ludwig-Boltzmann-Instituts für Kriegsfolgen-Forschung. Sonderband 14). Studienverlag, Innsbruck/Wien/Bozen 2013, ISBN 978-3-7065-5249-3.
- mit Julia Walleczek-Fritz, Stefan Wedrac (Hrsg.): Frontwechsel. Österreich-Ungarns „Großer Krieg“ im Vergleich. Böhlau, Wien u. a. 2014, ISBN 978-3-205-79477-6.